# 自由標準組織
自由標準組織（英語：Free Standards Group，簡稱FSG），是一個非盈利性的全球性組織，它成立的目的在於推動開放原始碼的標準建立。
這個組織推動的標準都是在GPL授權條款下成立。
2007年1月22日，自由標準組織與開源碼發展實驗室聯合成立了Linux基金會。